# Парадокс Крамера

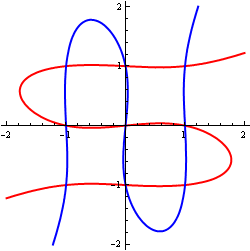
Кубические кривые, пересекающиеся в 9 точках

Парадокс Крамера или парадокс Эйлера — Крамера — это утверждение, что число точек пересечения двух кривых высокого порядка на плоскости может быть больше числа произвольных точек, которые обычно нужны для однозначного определения каждой такой кривой. Парадокс назван именем математика из Женевы Габриэля Крамера.
Парадокс является результатом наивного понимания двух теорем:
- Теорема Безу (число точек пересечения двух алгебраических кривых равно произведению их степеней при выполнении некоторых условий).
- Теорема Крамера (кривая степени n однозначно определяется по n(n + 3)/2 точкам, опять же при выполнении некоторых условий).

Заметим, что для всех {\displaystyle n\geqslant 3,n^{2}\geqslant n(n+3)/2}, так что наивно кажется, что для степеней три и выше могло бы быть достаточно точек пересечения двух кривых, чтобы они однозначно определяли обе кривые.
Проблема заключается в том, что в некоторых вырожденных случаях n(n + 3) / 2 точек оказывается недостаточно для однозначного определения кривой.

## История
Парадокс первым опубликовал Маклорен. Крамер и Эйлер переписывались по поводу парадокса в 1744—1745 годах и Эйлер объяснил проблему Крамеру. Проблема стала называться парадоксом Крамера после публикации в 1750 году в книге Крамера Introduction à l'analyse des lignes courbes algébriques, хотя Крамер и указал на Маклорена как источник утверждения. Примерно в то же самое время Эйлер опубликовал примеры, показывающие, что кубическая кривая может не определяться однозначно 9 точками и обсудил проблему в своей книге Introductio in analysin infinitorum. Результат был обнародован Джеймсом Стирлингом, а объяснение дал Юлиус Плюккер.

## Никакого парадокса для прямых и невырожденных конических сечений
Для кривых первого порядка (то есть прямых) парадокс не проявляется, поскольку n = 1, так что n2  = 1 < n(n + 3) / 2 = 2. В общем случае две различные прямые L1 и L2 пересекаются в одной точке P, если только прямые не имеют одинаковый наклон, и в этом случае прямые не пересекаются вообще. Одна точка недостаточна для однозначного определения прямой (нужны две). Через точку P проходят не две, а бесконечно много прямых.
Аналогично, два невырожденных конических сечения пересекаются максимум в 4 конечных точках, а для однозначного определения невырожденной кривой нужно 5 точек.

## Пример Крамера для кубических кривых
В письме Эйлеру Крамер указал, что кубические кривые {\displaystyle x^{3}-x=0} и {\displaystyle y^{3}-y=0} пересекаются ровно в 9 точках (каждое уравнение представляет набор трёх параллельных прямых {\displaystyle x=-1,x=0,x=+1} и {\displaystyle y=-1,y=0,y=+1} соответственно). Получается, что эти 9 точек не достаточны для однозначного определения кубической кривой, так что, по меньшей мере в вырожденном случае, утверждение имеет место.